# Os Herdeiros
Os Herdeiros è un film del 1970 scritto, prodotto e diretto da Carlos Diegues. 

## Trama
Storia allegorica del Brasile e della lotta per il potere dalla rivoluzione del 1930 fino all'avvento della televisione.

## Produzione
Il film fu prodotto dalla Carlos Diegues Produções Cinematográficas, Instituto Nacional de Cinema (INC), J.B. Producoes Cinematograficas Ltd., Luiz Carlos Barreto Produções Cinematográficas, Novocine.

## Distribuzione
Fu distribuito dalla Paramount Pictures do Brasil, prendendo il titolo internazionale in inglese The Inheritors. Il 15 settembre 1970, venne presentato nell'ambito del New York Film Festival.